# Дробиз, Герман Фёдорович
Ге́рман Фёдорович Дро́биз (4 августа 1938, Свердловск, РСФСР, СССР — 22 сентября 2016, Екатеринбург, Россия) — советский и российский писатель, поэт и автор сценариев.

## Биография
Родился в семье врачей. Мать — Эмилия Борисовна Шарлаш, работала онкологом в Институте физиотерапии и профзаболеваний, в годы Великой Отечественной войны была врачом-хирургом в госпитале (в здании Горного института). Отец — Федор Давыдович Дробиз. Преподавал в Свердловском медицинском институте на кафедре биохимии, затем на биофаке Уральского государственного университета имени А. М. Горького, в годы войны был начальником медицинской службы госпиталя под Владивостоком.
В 1955 году окончил школу с золотой медалью. Выпускник энергетического факультета Уральского политехнического института имени С. М. Кирова (1960).
Работал инженером-энергетиком в проектном институте «УралТЭП», затем перешёл на работу в газету «На смену!».
Начал публиковаться с 1957 года. Профессиональный литератор с 1964 года. В 1969 году закончил сценарное отделение Высших двухгодичных курсов сценаристов и режиссеров игрового кино в Москве (творческая мастерская Семёна Лунгина и Ильи Нусинова).
В 1974 году был принят в Союз журналистов СССР, в 1976 году — в Союз писателей СССР, в 1991 году — в Союз российских писателей.
Жил в Екатеринбурге. Скончался 22 сентября 2016 года, похоронен на Восточном кладбище Екатеринбурга.

## Творчество
Герман Дробиз — писатель, поэт, сценарист.
Роль литературной колыбели сыграл «БОКС» (Боевой Орган Комсомольской Сатиры) — сатирическая стенгазета Уральского политехнического института, одним из сменных редакторов которой был студент энергофака Дробиз.
На юбилейных торжествах некогда знаменитой газеты БОКС (Боевой орган комсомольской сатиры УПИ) традиционно произносится доклад для двух докладчиков с оркестром. А в нем — приводится статистика: «Из редакции БОКСа вышло: докторов наук — 12, кандидатов наук — 27, директоров заводов — 4, членов творческих союзов — 22, Герман Дробиз — 1».В. Блинов
Первые стихи Германа Дробиза были опубликованы в свердловских газетах в конце 1950-х годов. Первая книга — сборник юмористических рассказов «Пружина» вышла в Свердловске в 1964 году. Автор двадцати сборников стихотворений и поэм, юмористических произведений, прозы. За годы творчества написал три тысячи юмористических и 700 «серьёзных» рассказов.
Произведения автора печатались в журналах «Крокодил», «Юность», «Аврора» (Санкт-Петербург), «Урал», «Уральский следопыт» "Пастор Шлаг", «Фонтан» (Одесса), в ироническом журнале Мих. Жванецкого «Магазин», на страницах «Клуба 12 стульев» «Литературной газеты», в «Литературной России». Во многих юмористических и сатирических сборниках (в том числе в "Несторе из «Крокодила» (Альманахе прозы и поэзии к 50-летию журнала «Крокодил»), в Литературно-художественном альманахе «Золотой Остап», сборниках «Клуба 12 стульев» и в Сборнике избранных произведений журнала «Юность»), сборниках уральских сатириков и юмористов «Урал улыбается», сборниках приключений и фантастики «Поиск», поэтических сборниках, выходивших в Свердловске (Екатеринбурге), периодической прессе и других. Немало юморесок переведено на языки народов СССР, а также на польский, чешский, болгарский, немецкий, итальянский.
Герман Дробиз много писал для эстрады. В Московском театре миниатюр были поставлены программы (в соавторстве с Б. Лобковым и А. Полевым) «Идет за другом друг» (1968), «Наше гостеприимство» (1969), также был одним из авторов спектакля «Шестнадцатая полоса», созданного по материалам «Клуба 12 стульев» «Литературной газеты»). Длительное время писатель сотрудничал с Театром эстрадных миниатюр Свердловской филармонии. Здесь шли его программы: «Телетайп» (1967), «Встречи с любимым» (1972), «С олимпийским прицелом» (1979), «Свадьба состоится, но…» (1984). В 1994 в Екатеринбургском театре драмы был поставлен эстрадный спектакль «Ночь открытых дверей». Интермедии Дробиза исполняли известные артисты Л. Миров и М. Новицкий. С его репертуаром работали многие эстрадные артисты разных городов. Рассказ «Невеста из троллейбуса» был инсценирован в знаменитом Кабачке «13 стульев».
По сценариям Г. Дробиза сняты фильмы на киностудиях Москвы и Свердловска.

## Автор сценариев
- 1966 — Медицина бессильна («Фитиль» № 51)
- 1966 — Вперёдглядящий («Фитиль»)
- 1967 — А вот и я! («Фитиль» № 58) (мультфильм)
- 1970 — «В Москве проездом» (киноальманах)[5]
- 1972 — Зайка Петя и Волшебный рояль (мультфильм)[6]
- 1972 — Старый волк и новичок Пуфик (мультфильм)[7]
- 1973 — Как зайка Петя в город ездил (мультфильм)
- 1973 — Как лиска Лариска клад искала (мультфильм)
- 1973 — Я встретил вас (Под шорох шин) (мультфильм)[8]
- 1973 — Разберём-соберём («Фитиль» № 125) (мультфильм)[9]
- 1974 — Подхалимы («Фитиль» № 140)
- 1974 — А у тебя есть солнце? (мультфильм)[10]
- 1974 — Как Волк Вова на Марс летал (мультфильм)
- 1975 — Легко ли быть храбрым (мультфильм)[11]
- 1978 — Под одной крышей (мультфильм)[12]
- 1985 — Над нами не каплет... (мультфильм)[13]

## Награды и премии
- Лауреат ежегодной премии сатирического журнала «Крокодил» (1972).
- Лауреат премии «Золотой телёнок» «Литературной Газеты» («Клуба 12 стульев») (1973).
- Первая премия Всесоюзного конкурса на лучший юмористический рассказ им А. Аверченко (1986).
- Обладатель приза «Золотой Остап» Международного фестиваля сатиры и юмора (1992, 1997).
- Лауреат премии им. П. П. Бажова за повесть «Мальчик» (2004).
- Лауреат Премии Губернатора Свердловской области за выдающиеся достижения в области литературы и искусства — за книгу «Свидетель» (2004).

## Видеозаписи
- Герман Дробиз читает «Я буду петь о лампе керосиновой..»
- Герман Дробиз читает «Словарь. Сорок девятого детский жаргон…»
- Герман Дробиз «Мистерия-буфф» (О первом драматургическом опыте — пьесе, написанной для Свердловского ТЮЗа)
- Герман Дробиз читает «Дом Ипатьева»
- Герман Дробиз — пародия на Михаила Светлова
- Герман Дробиз. Творческий вечер. 12.05.11
  - Творческий вечер — часть 1
  - Творческий вечер — часть 2
  - Творческий вечер — часть 3
  - Творческий вечер — часть 4
  - Творческий вечер — часть 5
  - Творческий вечер — часть 6
- Герман Федорович Дробиз — Юбилей, 75 лет. 12.08.2013
  - Юбилей — вступление
  - Юбилей — часть 1
  - Юбилей — часть 2
- Посиделки в журнале «Урал»